# チャウバナガンガマウグ湖
座標: 北緯42度02分30秒 西経71度50分30秒 / 北緯42.04167度 西経71.84167度
チャウバナガンガマウグ湖（Lake Chaubunagungamaug）またはウェブスター湖（Webster Lake）は、アメリカ合衆国マサチューセッツ州ウースター郡のウェブスター（Webster）東部にある湖である。

## 概要
マサチューセッツ州南部のコネチカット州との州境近くのフレンチ川（French River）流域に位置する。湖の面積は5.83km2と、マサチューセッツ州ではロングポンド（Long Pond）に次いで2番目に大きな自然湖である。南北に長く、ノースポンド（North Pond）、ミドルポンド（Middle Pond）、サウスポンド（South Pond）と呼ばれる3つの水域が水路でつながれたような形状をしている。湖岸が入り組んだ形状をしているため、湖周は27kmと面積に比して長い。最大水深は約14m（45ft）、平均水深は約4m（13ft）、透明度は約4.6m（15ft）。
湖の西岸を、州間高速道路95号線の支線で、コネチカット州イーストライムとマサチューセッツ州オーバーンを結ぶ州間高速道路395号線（Interstate 395）が走っており、湖の北端の湖畔とこの道路の間のメモリアル・ビーチ・パークにはボート用の施設が整備されている。この湖は現在では漁場及びレジャー用の釣り場として知られており、オオクチバス、コクチバス、クサリカワカマス（chain pickerel）、マス等の豊富な魚種が見られる。

## 歴史
この湖は最終氷期に氷河の後退によって形成された。湖水は地下の泉や地下水流からの湧水である。
この湖の地域に最初に定住したのはニプマク族であった。彼らは狩猟と採集の生活を送ったが、一方で農耕も行い湖で捕れた魚を肥料とした。
1812年にアメリカ産業革命の父と呼ばれるサミュエル・スレーター（Samuel Slater）が湖畔に木綿工場を造ったことから、ウェブスターが形成され、1832年にはマサチューセッツ州によって公式に町に認定された。
スレーターの創設した工場は、焼失したが、再建された後、1936年にクランストン印刷所（Cranston Print Works）に湖の水利権とともに買収された。クランストン印刷所は、ダムを建設し、湖の水位を制御している。

## 名称

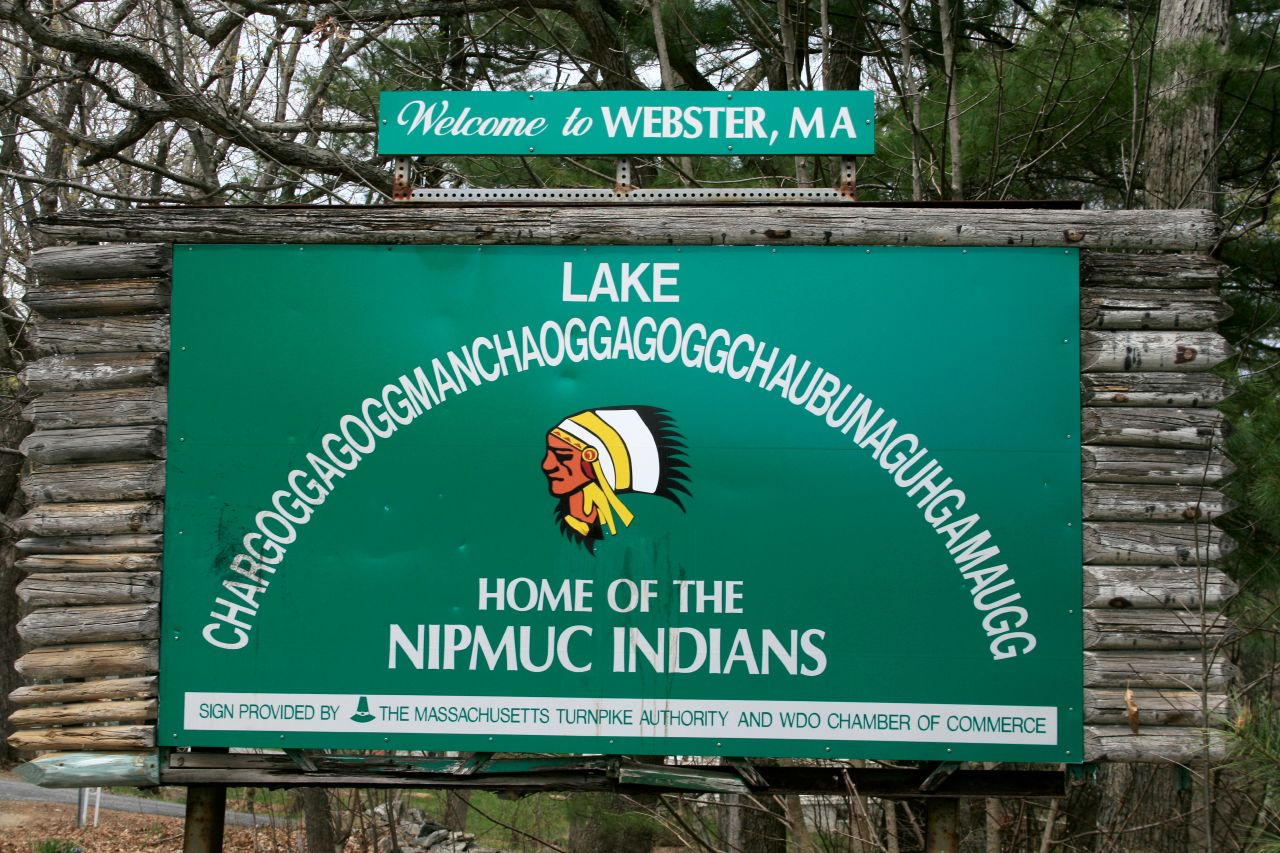
湖の案内板

この湖はいくつかの別名を持っているが、アメリカ合衆国内務省は「チャウバナガンガマウグ湖」という名称を認定している。「チャウバナガンガマウグ湖」は、地元に住むニプマク族の言語で「境界にある釣り場」という意味であり、湖はその名の通り、釣り場として有名である一方、いくつかの部族領のちょうど境界に位置しており、集会の場としても使われていた。
また、この地域の住民やウェブスターの町の公式サイトでは、「チャーゴグガゴグマンチャウグガゴグチャウバナガンガマウグ湖」(Lake Chargoggagoggmanchauggagoggchaubunagungamaugg)というより長い名称を使用している。このラテン文字で45文字の名称はしばしば米国で最も長い地名で、世界で6番目に長い地名であるとされる。
しかしながら、最も広く使われているのは「ウェブスター湖」という名称であるとされる。